# Shara Proctor
Shara Nerissa Proctor (née le 16 septembre 1988 à Christiansted, aux Îles Vierges des États-Unis) est une athlète d'Anguilla possédant la nationalité britannique. 
Spécialiste du saut en longueur, elle est la première athlète d'Anguilla à atteindre une finale mondiale, à l'occasion des Championnats du monde 2009, à Berlin, où elle se classe 6e du concours.

## Carrière
Sixième des championnats du monde cadets 2005, elle remporte les éditions 2006 et 2007 des Jeux de la CARIFTA consacrant les meilleurs athlètes juniors des Caraïbes. 
Portant son record personnel à 6,61 m le 29 mai 2009 à Greensboro, elle le bat de 10 cm lors de la finale des Championnats du monde de Berlin, en 2009, avec 6,71 m, record national d'Anguilla, à seulement neuf centimètres de Karin Mey Melis, médaillée de bronze. Elle remporte cette même année les Championnats d'Amérique centrale et des Caraïbes, à La Havane, avec un bond à 6,61 m.
En novembre 2010, Shara Proctor décide de concourir sous les couleurs du Royaume-Uni afin de pouvoir participer aux Jeux de Londres, Anguilla n'ayant pas de Comité national olympique.
Elle améliore son record personnel en plein air avec 6,81 m, le 11 juin 2011 à Clermont, mais ne parvient pas à passer le cap des qualifications des Championnats du monde de Daegu (6,34 m).
En début de saison 2012, Shara Proctor améliore le record de Royaume-Uni en salle en atteignant la marque de 6,80 m lors du meeting indoor de Birmingham. Elle améliore de nouveau ce record en finale des Championnats du monde en salle d'Istanbul en se classant troisième du concours avec 6,89 m, derrière les Américaines Brittney Reese et Janay DeLoach. Début juin, à Eugene, Shara Proctor remporte le concours de la Prefontaine Classic en portant son record personnel en plein air à 6,84 m, devançant de justesse la Française Éloyse Lesueur (6,83 m). Fin juin, à Birmingham, Proctor remporte les sélections olympiques britanniques avec un saut à 6,95 m, améliorant de cinq centimètres le record du Royaume-Uni détenu depuis 1983 par Beverly Kinch.
Le 25 juillet 2015, lors du London Grand Prix, elle améliore à son 6e essai son record national avec 6,98 m, quelques secondes après le record national de Dina Asher-Smith sur 100 m (10 s 99). Aux Championnats du monde de Pékin, Proctor prend la tête du concours lors du troisième essai où elle réalise 7,07 m. La Britannique réalise également un saut au dessus de 7,20 m mais celui-ci est mordu de peu. Lors du sixième saut, elle est battue par l'Américaine Tianna Bartoletta (7,14 m). Elle devient vice-championne du monde, sa première médaille mondiale en plein air.
Le 13 février 2016, à Berlin, Shara Proctor saute 6,91 m. Elle améliore son record en salle de deux centimètres et établit par ailleurs la meilleure performance mondiale de l'année mais est ensuite devancée par l'Allemande Alexandra Wester qui améliore son record 6,72 à 6,95 m. Le 19 mars 2016, Proctor termine 8e lors des championnats du monde en salle de Portland avec une marque de 6,57 m, loin des espérances laissées par la Britannique tout le long de l'hiver.
En avril 2017, sur son compte instagram, Shara Proctor annonce qu'elle concourra aussi sur le triple saut, avec supposition de participer sur cette épreuve aux Championnats du monde de Londres. Elle remporte le 15 avril le Bryan Clay Invitational avec 13,82 m. Le 21 mai, elle termine 2e du concours de la longueur du Golden Grand Prix de Kawasaki avec 6,65 m, battue par Tianna Bartoletta (6,79 m). En août, elle échoue pour un centimètre à se qualifier en finale des Championnats du monde de Londres (6,45 m contre 6,46 m), alors qu'elle était vice-championne du monde en titre.
Le 11 avril 2018, en qualifications des Jeux du Commonwealth de Gold Coast, Proctor réalise la meilleure marque des qualifications avec 6,89 m. En finale le lendemain, elle remporte finalement la médaille de bronze avec 6,75 m. 3e du meeting de Chorzów avec 6,79 m (- 0,1 m/s) le 8 juin, elle prend cette même place huit jours plus tard au Meeting d'athlétisme de Marseille avec 6,73 m (+ 0,9 m/s), derrière la Colombienne Caterine Ibargüen (6,87 m, + 0,5 m/s) et la Française Éloyse Lesueur-Aymonin (6,80 m, + 1,2 m/s).
Le 11 août 2018, lors de la finale des championnats d'Europe de Berlin, Shara Proctor remporte la médaille de bronze avec un saut à 6,70 m, derrière l'Allemande Malaika Mihambo (6,75 m) et l'Ukrainienne Maryna Bekh (6,73 m).

## Palmarès
| Date                           | Compétition                           | Lieu                               | Résultat | Épreuve     | Marque  |
| ------------------------------ | ------------------------------------- | ---------------------------------- | -------- | ----------- | ------- |
| Concourant pour Anguilla       |                                       |                                    |          |             |         |
| 2005                           | Championnats du monde cadets          | Marrakech                          | 6e       | Longueur    | 6,13 m  |
| 2008                           | Champ. d'Am. centrale et des Caraïbes | Cali                               | 2e       | Longueur    | 6,54 m  |
| 2009                           | Champ. d'Am. centrale et des Caraïbes | La Havane                          | 1re      | Longueur    | 6,61 m  |
| 2009                           | Championnats du monde                 | Berlin                             | 6e       | Longueur    | 6,71 m  |
| Concourant pour le Royaume-Uni |                                       |                                    |          |             |         |
| 2012                           | Championnats du monde en salle        | Istanbul                           | 3e       | Longueur    | 6,89 m  |
| 2012                           | Jeux olympiques                       | Londres                            | 6e       | Longueur    | 6,55 m  |
| 2013                           | Championnats d'Europe en salle        | Göteborg                           | 4e       | Longueur    | 6,69 m  |
| 2013                           | Championnats d'Europe par équipes     | Gateshead                          | 3e       | Longueur    | 6,43 m  |
| 2013                           | Championnats du monde                 | Moscou                             | 5e       | Longueur    | 6,79 m  |
| 2013                           | Ligue de diamant                      | Ligue de diamant                   | 1re      | Longueur    | détails |
| 2014                           | Championnats du monde en salle        | Sopot                              | 4e       | Longueur    | 6,68 m  |
| 2014                           | Jeux du Commonwealth                  | Glasgow                            | finale   | Longueur    | NM      |
| 2015                           | Championnats du monde                 | Pékin                              | 2e       | Longueur    | 7,07 m  |
| 2015                           | Ligue de diamant                      | Ligue de diamant                   | 3e       | Longueur    | détails |
| 2016                           | Circuit mondial en salle de l'IAAF    | Circuit mondial en salle de l'IAAF | 2e       | Longueur    | détails |
| 2016                           | Championnats du monde en salle        | Portland                           | 8e       | Longueur    | 6,57 m  |
| 2017                           | Championnats d'Europe par équipes     | Lille                              | 9e       | Triple saut | 13,39 m |
| 2018                           | Jeux du Commonwealth                  | Gold Coast                         | 3e       | Longueur    | 6,75 m  |
| 2018                           | Championnats d'Europe                 | Berlin                             | 3e       | Longueur    | 6,70 m  |
| 2018                           | Ligue de diamant                      | Ligue de diamant                   | 2e       | Longueur    | 6,70 m  |
| 2018                           | Coupe continentale                    | Ostrava                            | 4e       | Longueur    | 6,63 m  |
| 2019                           | Championnats du monde                 | Doha                               | 11e      | Longueur    | 6,43 m  |

## Records
| Épreuve          | Épreuve   | Marque      | Lieu       | Date            |
| ---------------- | --------- | ----------- | ---------- | --------------- |
| Saut en longueur | Plein air | 7,07 m (NR) | Pékin      | 28 août 2015    |
| Saut en longueur | En salle  | 6,91 m      | Berlin     | 13 février 2016 |
| Triple saut      | Plein air | 13,82 m     | Azusa      | 14 avril 2017   |
| Triple saut      | En salle  | 13,88 m     | Blacksburg | 6 février 2010  |